# 瀬川貴次
瀬川 貴次（せがわ たかつぐ、1964年-）は、日本のライトノベル作家。
ノベル大賞で最終候補に残り、スーパーファンタジー文庫よりデビュー。現在は集英社文庫・講談社タイガで活躍している。
また、瀬川ことび名義でも1999年に「お葬式」で第6回日本ホラー小説大賞短編賞で佳作を受賞し、角川ホラー文庫を中心に活躍。

## 瀬川貴次名義の作品リスト

### スーパーファンタジー文庫
- 『闇に歌えば』シリーズ
  - 闇に歌えば ISBN 9784086130202
  - 闇に歌えば 青い翅の夢魔 ISBN 9784086130431
  - 闇に歌えば 影の召喚者 ISBN 9784086130707
  - 闇に歌えば 白木蓮の満開の夜 ISBN 9784086131094
  - 闇に歌えば 黒焔の呪言 ISBN 9784086131254
  - 闇に歌えば 死人還り ISBN 9784086131346
  - 闇に歌えば 白銀の邪剣 ISBN 9784086131629
  - 闇に歌えば 紅蓮の御霊姫 ISBN 9784086131919
  - 闇に歌えば 滄海への逃亡者 ISBN 9784086132077
  - 闇に歌えば 黄金色の黎明 前編 ISBN 9784086132435
  - 闇に歌えば 黄金色の黎明 後編 ISBN 9784086132480
  - 闇に歌えば ナイト・コーリング ISBN 9784086132923
- 『暗夜鬼譚』シリーズ
- 妖霊の塔 白の剣士ルーシファ ISBN 9784086130950
- 月華伝奇 ISBN 9784086132282
- 実録・カトレア寮の怪 ISBN 9784086133210
- 闇がざわめく ブラック・ガーディアンズ ISBN 9784086133487

### コバルト文庫
- 『聖霊狩り』シリーズ
  - 聖霊狩り ISBN 4086147599
  - 聖霊狩り 夜を這うもの ISBN 408614865X
  - 聖霊狩り さまよう屍 ISBN 4086000067
  - 聖霊狩り 天使のささやき ISBN 4086000822
  - 聖霊狩り 惑いし子ら ISBN 4086001934
  - 聖霊狩り 贖罪の山羊 ISBN 4086002450
  - 聖霊狩り 死の影の谷 ISBN 4086002876
  - 聖霊狩り 死者の恋歌 ISBN 4086003899
  - 聖霊狩り 呪われた都市 ISBN 4086004739
  - 聖霊狩り 蠱惑のまなざし ISBN 4086005735
  - 聖霊狩り 冥界の罠 ISBN 4086007193
  - 聖霊狩り いにしえのレクイエム ISBN 4086007762
  - 聖霊狩り 邪龍復活!? ISBN 4086008149
  - 聖霊狩り 神に選ばれしもの ISBN 9784086011273
  - 聖霊狩り 愛しい人のために ISBN 9784086011747
  - 聖霊狩り 妖魅の書 (電子書籍のみ)
- 『暗夜鬼譚』シリーズ
- 『闇に歌えば』シリーズ （新装版）
  - 闇に歌えば ISBN 4086005255
  - 闇に歌えば 青い翅の夢魔 ISBN 4086005921
  - 闇に歌えば 影の召喚者 ISBN 4086006413
  - 闇に歌えば 白木蓮の満開の夜 ISBN 4086006979
  - 闇に歌えば 黒焔の呪言 ISBN 4086007371
  - 闇に歌えば 死人還り ISBN 4086007614
  - 闇に歌えば 白銀の邪剣 ISBN 4086008440
  - 闇に歌えば 紅蓮の御霊姫 ISBN 4086008912
- 『旋風天戯』シリーズ
  - 旋風天戯 出逢ってはいけないふたり ISBN 408600867X
  - 旋風天戯 はかない想い ISBN 4086010038
  - 旋風天戯 悪夢は秘かにやってくる ISBN 4086010445
  - 旋風天戯 宿命と血と呪いと ISBN 4086010941
  - 旋風天戯 始まりの地へ ISBN 9784086012065
- 『地獄の花嫁がやってきた』シリーズ
  - 闇はあやなし ISBN 9784086012492
  - 遊びをせんとや ISBN 9784086012805
  - 鳥にしあらねば ISBN 9784086013086
  - 月の船　星の林 ISBN 9784086013383
- 『魔王は甘くささやく』シリーズ
  - 魔王は甘くささやく ISBN 9784086013796
  - 魔王は甘くささやく 死がふたりを分かつとも ISBN 9784086014083
- 『鬼舞』シリーズ
  - 鬼舞 見習い陰陽師と御所の鬼 ISBN 9784086014700
  - 鬼舞 見習い陰陽師と橋姫の罠 ISBN 9784086015028
  - 鬼舞 見習い陰陽師と百鬼の宴 ISBN 9784086015370
  - 鬼舞 見習い陰陽師と試練の刻 ISBN 9784086015769
  - 鬼舞 見習い陰陽師と爛邪の香り ISBN 9784086016131
  - 鬼舞 見習い陰陽師と災厄の薫香 ISBN 9784086016391
  - 鬼舞 見習い陰陽師と悪鬼の暗躍 ISBN 9784086016698
  - 鬼舞 ある日の見習い陰陽師たち ISBN 9784086016858
  - 鬼舞 見習い陰陽師と呪われた姫宮 ISBN 9784086017053
  - 鬼舞 見習い陰陽師とさばえなす神 ISBN 9784086017367
  - 鬼舞 見習い陰陽師と応天門の変 ISBN 9784086017626
  - 鬼舞 見習い陰陽師と漆黒の夜 ISBN 9784086017916
  - 鬼舞 ふたりの大陰陽師 ISBN 9784086018197
  - 鬼舞 見習い女房と安倍の姉妹 ISBN 9784086018432
  - 鬼舞 見習い陰陽師と囚われた蝶 ISBN 9784086018616
  - 鬼舞 見習い陰陽師と妖しき蜘蛛 ISBN 9784086018784
  - 鬼舞 見習い陰陽師といにしえの里 ISBN 9784086018920
- 瀬川貴次の万物ぶらぶら (電子書籍のみ)

アンソロジー（コバルト文庫）
- コバルト名作シリーズ書き下ろしアンソロジー2 ちょー聖霊と四龍島（「聖霊狩り オリエントの蛇龍」） ISBN 9784086017817

### 集英社文庫
- 『ばけもの好む中将』シリーズ
  - ばけもの好む中将 平安不思議めぐり ISBN 9784087450620
  - ばけもの好む中将 弐 姑獲鳥と牛鬼 ISBN 9784087451610
  - ばけもの好む中将 参 天狗の神隠し ISBN 9784087452440
  - ばけもの好む中将 四 踊る大菩薩寺 ISBN 9784087453560
  - ばけもの好む中将 伍 冬の牡丹燈籠 ISBN 9784087454963
  - ばけもの好む中将 六 美しき獣たち ISBN 9784087455977
  - ばけもの好む中将 七 花鎮めの舞 ISBN 9784087457452
  - ばけもの好む中将 八 恋する舞台 ISBN 9784087458817
  - ばけもの好む中将 九 真夏の夜の夢まぼろし ISBN 9784087441178
  - ばけもの好む中将 十 因果はめぐる ISBN 9784087441833
  - ばけもの好む中将 十一 秋草尽くし ISBN 9784087443660
  - ばけもの好む中将 十二 狙われた姉たち ISBN 9784087446883
  - ばけもの好む中将 十三 攫われた姫君 ISBN 9784087447101
- 『暗夜鬼譚』シリーズ（新装版）
- 波に舞ふ舞ふ 平清盛 ISBN 9784087467550
- 闇に歌えば 文化庁特殊文化財課事件ファイル（闇に歌えばシリーズ第1巻の改題・新装版） ISBN 9784087451412
- ばけもの厭ふ中将 戦慄の紫式部 ISBN 9784087445534
- 紫式部と清少納言 二大女房大決戦 ISBN 9784087446081

アンソロジー（集英社文庫）
- 短編アンソロジー 学校の怪談（「いつもと違う通学路」）ISBN 9784087443899

### 角川文庫
- 化け芭蕉 縁切り塚の怪 ISBN 9784041032398

### 集英社オレンジ文庫
- 『怪奇編集部『トワイライト』』シリーズ
  - 怪奇編集部『トワイライト』 ISBN 9784086801126
  - 怪奇編集部『トワイライト』2 ISBN 9784086801577
  - 怪奇編集部『トワイライト』3 ISBN 9784086802208
- わたしのお人形 怪奇短篇集 ISBN 9784086803311
- 怪談男爵 
  - 怪談男爵 籠手川晴行 ISBN 9784086803991
  - 怪談男爵 籠手川晴行 2 ISBN 9784086804592
- もののけ寺の白菊丸
  - もののけ寺の白菊丸 ISBN 9784086805339
  - もののけ寺の白菊丸 桜下の稚児舞 ISBN 9784086805858

### 講談社タイガ
- 『百鬼一歌』シリーズ
  - 百鬼一歌 月下の死美女 ISBN 9784062940856
  - 百鬼一歌 都大路の首なし武者 ISBN 9784062941181
  - 百鬼一歌 菊と怨霊 ISBN 9784065165324

## 瀬川ことび名義の作品リスト

### 角川ホラー文庫
- お葬式 ISBN 404352501X
- 厄落とし ISBN 4043525028
- 夏合宿 ISBN 4043525036
- 妖霊星 ISBN 4198505616
- 7 ISBN 4043525044
- 妖怪新紀行 ISBN 4043525052

### トクマ・ノベルズ
- 妖霊星 ISBN 9784198505615

### 角川スニーカー文庫
アンソロジー (角川スニーカー文庫)
- 悪夢制御装置―ホラー・アンソロジー（「ラベンダー･サマー」） ISBN 404426905X